# Oddelek za zgodovino, Filozofska fakulteta v Ljubljani
Oddelek za zgodovino deluje na Filozofski fakulteti Univerze v Ljubljani. Združuje dve funkciji: izobraževalno in raziskovalno. 
Študentje oddelka za zgodovino se v času študija usposobijo za opravljanje določenih oblik raziskovalnega, publicističnega, arhivskega in muzejskega dela v okviru različnih del znotraj stroke in različna sorodna dela na področju humanistike in družboslovja. Študentje pedagoške smeri pa se usposobijo za delo v osnovnih in srednjih šolah ter drugih pedagoških inštitucijah.

## Zgodovina oddelka
Oddelek za zgodovino je začel predavanja 19. februarja 1920 pod imenom Historični seminar. V času do leta 1982, ko je dobil ime Oddelek za zgodovino, se je večkrat preimenoval. Prvi profesor in predstojnik, ki je začel predavati, je bil Ljudmil Hauptmann. Predaval je občo zgodovino srednjega veka in starejšo slovensko zgodovino. Naslednji, ki je začel predavati je bil Nikola Radojčić, predaval je zgodovino Srbov in Hrvatov. Antično zgodovino je začasno predaval Nikolaj Bubnov. Po letu 1924 so antično zgodovino začeli predavati arheologi. Poudarek predavanj je bil na srednjeveški in antični zgodovini.
Prvi predstojnik Ljudmil Hauptmann, je leta 1926 zamenjal delovno mesto profesorja in predstojnika za delovno mesto v Beogradu, zamenjal ga je Milko Kos, kateri je še dodal vrsto predavanj ostalih tematik.
Med drugo svetovno vojno, po kapitulaciji Italije, je bila ljubljanska Univerza zaprta, predavanj ni bilo in opravljali so se le izpiti. Ko se je Univerza ponovno odprla je bil Milko Kos sprva edini predavatelj na Oddelku za zgodovino. Ostala prazna mesta predavateljev se kmalu zapolnijo. 
Študij je bil do leta 1947 ustaljen saj sta se zvrstila le dva študijska sistema. Z reformo iz leta 1947 oziroma 1949 je bil uveden enopredmetni študij zgodovine. Nato pa je reforma iz leta 1960 ukinila možnost enopredmetnega študija zgodovine in uvedla dvostopenjski študij. Prvi dve leti je potekal visokošolski študij, ki se je zaključil z diplomo prve stopnje. Tretji in četrti letnik sta predstavljala višješolski študij. Sistem je bil ukinjen z reformo leta 1985/86, ko je bil uveden samo štiriletni visokošolski študij.  Študij je nato ostal nespremenjen do leta 1991, ko je bil prenovljen. Znova je bil temeljito spremenjen v okviru bolonjske prenove leta 2009.

## Študijski programi
Študij zgodovine je možen samostojno ali dvopredmetno. Povezave so možne s katerokoli smerjo na Filozofski fakulteti, zunaj nje pa s Teološko fakulteto.
Prva stopnja
Oddelek za zgodovino svojim študentom ponuja študijske programe na prvi stopnji :
- Prvostopenjski univerzitetni študijski program Zgodovina. Študijski program traja tri leta (6 semestrov).  Po končanem študiju, diplomat/-ka, dobi strokovni naziv: diplomiran zgodovinar oziroma diplomirana zgodovinarka (UN).
- Prvostopenjski univerzitetni dvodisciplinarni študijski program Zgodovina. Študijski program traja tri leta (6 semestrov). Po končanem študiju diplomat/-ka, dobi strokovni naziv: diplomiran zgodovinar (UN), oziroma diplomirana zgodovinarka (UN) in (naziv iz druge študijske smeri).
Druga stopnja
Na 2. stopnji oddelek ponuja 2 različna študijska programa:
- Drugostopenjski magistrski študijski program Zgodovina. Program ima enopredmetno in dvopredmetno smer. Enopredmetna smer ima štiri usmeritve: starejša zgodovina, novejša zgodovina, socialna in kulturna zgodovina, raziskovalna in arhivska usmeritev
- Drugostopenjski magistrski pedagoški študijski program Zgodovina. Program ima enopredmetno in dvopredmetno smer.

Študijski program se izvaja dve leti (4 semestre). Strokovni naziv je magister zgodovine oziroma magistrica zgodovine.
Tretja stopnja
Študentje, ki bodo končali tretjo stopnjo, oddelka za zgodovino, bodo imeli strokovni naziv dr. zgodovine. Študij se odvija v okviru študijskega programa imenovanega Humanistika in družboslovje. Tretja stopnja, oddelka za zgodovino, omogoča študentom da se poglobijo ter nadgradijo znanje druge stopnje. 

## Oddelčna knjižnica
Knjižnica oddelka za zgodovino je bila ustanovljena leta 1920. Na sedanji lokaciji je že od leta 1961. Deluje v okviru oddelka za zgodovino, od leta 1996 pa je organizacijsko tudi del Osrednje humanistične knjižnice (OHK ). Knjižnica je namenjena predavateljem oddelka in študentom zgodovine, njeni uporabniki pa so tudi ostali študentje filozofske fakultete, študentje ostalih fakultet Univerze v Ljubljani ter raziskovalci.
Knjižnica hrani tudi osebno knjižnico prof. Jadrana Ferluge, donacije prof. Gregorja Čremošnika, prof. Frana Zwittra, prof. Ignacija Vojeta in Frančka Sajeta, del osebne knjižnice prof. Karla Stuhlpfarrerja in prof. Stuarta Woolfa. Hrani in ureja knjižnico zgodovinskega društva (ZZDS), ki se bogati z darovi in zamenjavami.
Zaradi prostorske stiske (knjižnica ima več kot 71.000 enot gradiva), gradivo ni dostopno v prostem pristopu, ampak ga je potrebno poiskati na Cobissu ali v knjižnem katalogu. Knjižnica hrani gradivo, ki je bilo tudi del osebnih zbirk in donacij.

## Predstojniki oddelka za zgodovino
Od nastanka in do danes je Oddelek za zgodovino imel kar veliko predstojnikov. Prvi predstojnik je bil Ljudmil Hauptmann (1920-1926), njemu so sledili: Nikola Radojičić (1926-1941), Milko Kos (1941 – 1950), Gregor Čremošnik (1950 – 1958), Milko Kos (1958 – 1965), Fran Zwitter (1965 – 1972), Metod Mikuž (1972 – 1974), Bogo Grafenauer (1974 – 1978), Vasilij Melik (1978 – 1980), Ignacij Voje (1980 – 1982), Miroslav Stiplovšek (1982 – 1984), Dušan Nećak (1984 – 1985), Ignacij Voje (1985 – 1990), Vasko Simoniti (1990 – 1991), Rajko Bratož (1991 – 1993), Dušan Nećak (1993 – 1995), Peter Štih (1995 – 1997), Janez Cvirn (1997 – 1999), Božo Repe (1999 – 2001), Vasko Simoniti (2001 – 2003), Marko Štuhec (2003 – 2005), Marta Verginella (2005 – 2007), Bojan Balkovec (2007 – 2009), Mitja Ferenc (2009-2011), Rok Stergar (2011-2013), Danijela Trškan (2013-2015), Janez Mlinar (2015-2017), Alenka Cedilnik (2017-2019), Dušan Mlacović (2019-2021), Irena Selišnik in (2021-2023), Kornelija Ajlec (2023 - danes).

## Mednarodno sodelovanje oddelka
Oddelek že vrsto let sodeluje z Univerzo v Mariboru in nekaterimi srednjeevropskimi univerzami (Zagreb, Celovec, Dunaj). Študentje ter predavatelji odhajajo na mednarodne izmenjave preko programov, kot so: Ceepus, Erasmus, Basileus in ostalih programov za izmenjavo.

## Znanstvenoraziskovalno delo oddelka
Oddelek ima svojo lastno raziskovalno skupino, katera deluje pod okriljem Znanstvenega inštituta Filozofske fakultete. Skupina trenutno dela na projektu, ki se imenuje Slovenska zgodovina, ostali posamezni raziskovalci pa so vključeni tudi v druge domače in mednarodne projekte.
Delo oddelka lahko spremljate na spletnih straneh in družbenih omrežjih. Na oddelku delujeta ICCHS - Mednarodno središče za primerjalne zgodovinske raziskave / International Center for Comparative Historical Studies in od 2021 deluje Središče za javno zgodovino.

## Študentsko društvo - ISHA Ljubljana
Študentsko društvo ISHA Ljubljana je sestavni del širše mednarodne zveze študentov zgodovine.
Društvo ISHA Ljubljana naj bi pričelo z delovanjem leta 1997, vendar je aktivno začelo delovati šele leta 2002. Poslanstvo društva je, da povezuje študente in študentke na matičnem oddelku za zgodovino Filozofske fakultete, Univerze v Ljubljani, z namenom da jim omogočijo boljšo obštudijsko dejavnost. Med te raznovrstne aktivnosti spadajo družabni večeri, vodenje po muzejih in prav tako prirejanje študentski zabav. Med ostale aktivnosti lahko tudi prištejemo predbožično ekskurzijo.

## Založništvo
Oddelek za zgodovino ima tudi lastno založniško dejavnost, najpomembnejša je zbirka znanstvenih besedil Historia, ki je na voljo v knjižnici ali v knjigarni filozofske fakultete.

## Strokovna revija Klio
V okviru društva ISHA se izdaja tudi strokovna revija Klio. Sami začetki segajo v leto 1999. Nastala je z namenom, da se študentje oddelka za zgodovino preizkusijo v pisanju člankov ter jim s tem tudi omogoča eno prvih strokovnih objav. Revija povprečno izide enkrat ali dvakrat letno. 